# Kent-State-Massaker
Beim Kent-State-Massaker (englisch Kent State Massacre, Kent State Shootings) wurden am 4. Mai 1970 an der Kent State University in den USA vier Studenten erschossen und neun teils schwer verletzt, als die Nationalgarde des Staates Ohio während einer Demonstration gegen den Vietnamkrieg das Feuer auf die Menge unbewaffneter Demonstranten eröffnete. Bis heute wurde niemand dafür zur Verantwortung gezogen.

## Vorgeschichte
Auslöser der massiven Proteste war die US-amerikanische Invasion Kambodschas am 25. April 1970, die Präsident Nixon am 29. April bekannt gegeben hatte, obwohl er im Wahlkampf einen „anständigen Frieden“ versprochen hatte. Ziel des Feldzugs war die Tötung der dort verborgenen Vietcong-Kämpfer.
Daraufhin kam es landesweit zu massiven Protesten, auch an der Universität in Kent. Da die Lage nach Ansicht des dortigen Bürgermeisters außer Kontrolle zu geraten drohte, erklärte er den Ausnahmezustand und forderte Unterstützung bei Gouverneur Jim Rhodes an, der ein Kontingent der Nationalgarde von Ohio entsandte. Am 2. Mai wurde das Gebäude des Reserve Officer Training Corps auf dem Campus in Brand gesteckt. Als Rettungskräfte versuchten, das Feuer unter Kontrolle zu bekommen, wurden sie mit Steinen beworfen und die Schläuche der Feuerwehr durchgeschnitten.

## Das Massaker

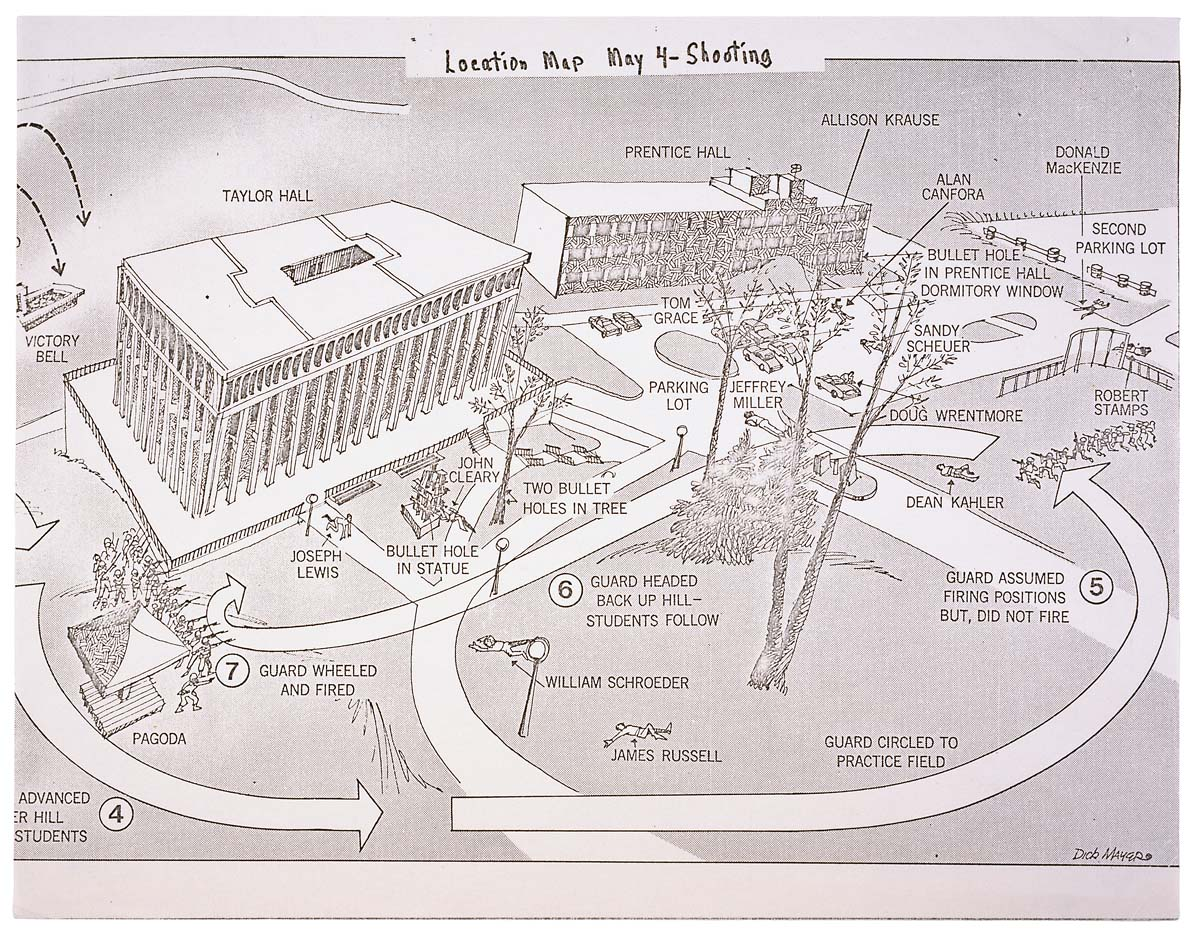
Lageplan

Am 4. Mai versuchte die Nationalgarde erfolglos, eine nicht genehmigte Protestkundgebung mit Tränengas aufzulösen. Darauf zog sich ein Trupp Nationalgardisten auf eine Anhöhe zurück, drehte sich um und eröffnete unvermittelt das Feuer auf die Menge – laut FBI „ohne bedroht oder in Gefahr zu sein“. Dabei wurden in 13 Sekunden mindestens 67 Schüsse abgegeben, einige Nationalgardisten verschossen ihr gesamtes achtschüssiges Magazin. Es gab vier Tote (Allison Krause, William Knox Schroeder, Sandy Scheuer und Jeffrey Glenn Miller), einen Querschnittsgelähmten (Dean Kahler) und acht weitere Verletzte. Einige der Opfer waren über hundert Meter entfernt und unbeteiligt, die vier Getöteten waren im Durchschnitt über 110 Meter von den Schützen entfernt.

## Auswirkungen
Die Auswirkungen der Ereignisse waren weitreichend. Das Massaker löste nationale und internationale Proteste aus. In den USA kam es zum größten Studentenstreik in der Geschichte des Landes mit ungefähr acht Millionen Teilnehmern, wodurch Hunderte von Universitäten, Hochschulen, High Schools und sogar Grundschulen zeitweise geschlossen wurden. Die politischen Spaltungen innerhalb der Bevölkerung wurden dadurch noch vertieft, international radikalisierte sich der Widerstand.
Nach den tödlichen Schüssen wurden acht Angehörige der Nationalgarde von Ohio vor einer Grand Jury angeklagt. Die angeklagten Nationalgardisten gaben an, aus Notwehr gehandelt zu haben. Der Prozess wurde schließlich durch den zuständigen Richter eingestellt, da dieser keine ausreichenden Beweise gegen die Angeklagten sah. In einem späteren Zivilverfahren wurden den verletzten Demonstranten sowie den Eltern der vier Todesopfer im Rahmen eines Vergleiches insgesamt 675.000 Dollar gezahlt.
Das Amerika-Haus in West-Berlin wurde in der Nacht zum 5. Mai 1970 als Reaktion auf das Massaker mit Benzinbomben angegriffen.

## Musikalische Rezeption
Neil Young schrieb wenig später das Lied Ohio für Crosby, Stills, Nash & Young (1970, CSNY, US-Charts # 14), das sich auf das Massaker bezieht. The World Today von John Lee Hooker und Alan Wilson wurde unter dem Eindruck des Geschehens 1971 veröffentlicht. 1972 veröffentlichte Joe Walsh, der das Massaker als Student erlebte, den Titel Turn to Stone. Durch ihre Präsenz ebenfalls durch das Massaker beeinflusst wurden Chrissie Hynde (The Pretenders) sowie Mitglieder von Devo.
Harvey Andrews veröffentlichte 1972 ein Lied namens Hey Sandy, das von dem Vorfall handelt. 2007 schrieb die Band Tomorrow das Lied The Tragedy of Jeffrey Miller, das sich ebenfalls mit den Ereignissen auseinandersetzt.